# Klasztor Světce
Klasztor Světce – zabytkowy zespół klasztorny zlokalizowany w Světcach, części czeskiego miasta Tachov (kraj pilzneński).

## Historia

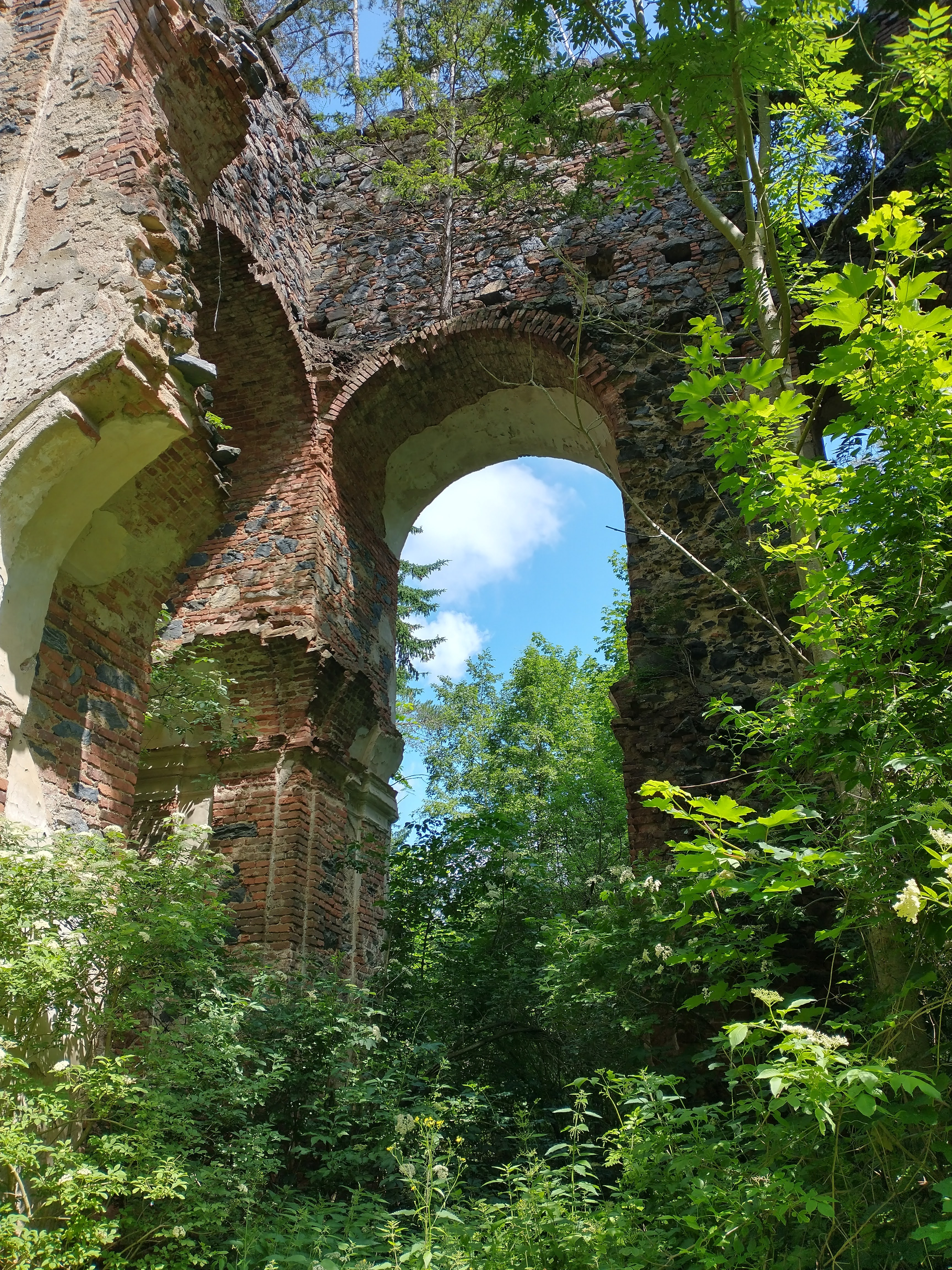
Fragment ruin

Według legendy w starożytności stał w miejscu obecnego klasztoru głaz z zagłębieniami w kształcie misy, miejsce rytuałów pogańskich, na którym pojawiło się 14 małych światełek. Jednak najstarsza zachowana wzmianka o tym miejscu pojawia się w drugiej połowie XIV wieku, kiedy to ufundowano tu kościół Czternastu Świętych Pomocników w Potrzebie pod patronatem Zakonu Krzyżowców z Czerwoną Gwiazdą. Według jednej z legend niegodziwy rycerz śmiał się z tajemniczych świateł i uderzał mieczem między nimi. Upadł wtedy na miejscu, pozostawiając jedynie hełm, który w XVIII wieku umieszczono w małej skrzyni na ołtarzu. W otoczonej lasami świątyni, być może pielgrzymi i kupcy czerpali duchową siłę przed wejściem do głębokich i ponurych wówczas lasów granicznych (Czeski Las).
W 1427 kościół został zniszczony przez husytów. Pod koniec XVI wieku do świątyni wędrowały liczne procesje, głównie z Górnego Palatynatu. W 1618 rada miejska Tachova wykorzystywała wieżę kościelną jako skład prochu.
Paulinów do Tachova sprowadził właściciel tego majątku, Jan Filip Husmann z Namedy. W 1639 kościół przekazał im świątynię Czternastu Świętych Pomocników oraz fundusze na założenie nowego klasztoru. Budowa, która napotykała różne trudności, zakończyła się dopiero po śmierci Husmanna, w latach 1656-1669. Kościół klasztorny zbudowano zaś w latach 1671–1674, już za władztwa nowego właściciela majątku, Jana Filipa, hrabiego Losy z Losinthal. Kościół z dwiema wieżami, zbudowany na planie prostokąta, był prawdopodobnie dziełem włoskiego budowniczego Giovanniego Domenico Orsiego. W 1785, w ramach reform józefińskich, zlikwidowano kościoły paulińskie w Czechach. Zlikwidowano również klasztor w koło Tachova. Světce nabyli następnie ostatni z ich feudalnych właścicieli – Windischgrätzowie. 
W 1784 Windischgrätz zakupił Josef Mikuláš Windischgrätz, który nakazał usunąć z kościoła szczątki mnichów i założyciela klasztoru. Obiekt wykorzystywał jako magazyn. Klasztor służył też rodzinie Windischgrätz jako tymczasowa rezydencja podczas przebudowy zamku w Tachovie. W 1816 burza zerwała część dachu zniszczonej świątyni. Pod koniec życia Josefa Mikuláša wartość klasztoru dostrzegł jego syn, feldmarszałek Alfred I, książę Windischgrätz (pogromca powstania praskiego w 1848, w trakcie Wiosny Ludów). Prawie siedemdziesięcioletni książę rozpoczął w 1857 budowę rozległego romantycznego zamku w Světcach, ale nie dokończył jego budowy, gdyż zmarł w 1862. Częściowo zburzony budynek kościoła klasztornego został w pewnych fragmentach rozebrany i również włączony do zamku. W ciągu pięciu lat budowy wzniesiono surową konstrukcję zamku z trzema wieżami. Całość reprezentowała mieszankę stylów. Zbudowano wieże skrzydła północnego i ukończono elewację w kierunku Tachova. Następcy Alfreda I nie kontynuowali już tej realizacji. Na przełomie XIX i XX budowla została w dużej mierze rozebrana i przetrwała do dziś jedynie w części, jako trwała ruina. W ciągu kilkudziesięciu lat zawaliła się duża część nowego zamku, a w okresie międzywojennym z budowli pozostały tylko ruiny dawnego kościoła i północnego skrzydła ze zrujnowaną wieżą. Klasztor służył jako kancelaria leśna, a obecnie jako średnia budowlana szkoła zawodowa.
W lesie nad klasztorem, stała w przeszłości kaplica Husmanna, do której w 1782 przeniesiono trumny Jana Filipa Husmanna i jego pierwszej żony. Z klasztoru do kaplicy prowadziła ścieżka, przy której stało siedem kaplic. W latach 60. i 70. XX wieku kaplica została zniszczona, a wokół niej rozwleczono szczątki byłego właściciela Tachova. Dwie cynowe tabliczki ozdobione zdobionymi emblematami obojga małżonków, wraz z tekstem, są przechowywane w Muzeum w Tachovie.
W 1956 pojawiła się propozycja wyburzenia ruin kościoła, aby nie zagrażały młodzieży ze szkoły z internatem. W 1975 rozbiórkę oszacowano na ponad 540.000 koron, natomiast wzmocnienie murów na około 130.000 koron. Do realizacji tego przedsięwzięcia nie doszło. Pierwsze prace ratownicze przeprowadzono w 1997, a w 2000 rozpoczęto odbudowę, która obecnie trwa nadal.

## Pozostałości
Z kościoła pozostała tylko część fasady z wieżą i cała południowa ściana z pozostałościami kaplic bocznych i sklepienia. Z pozostałych części kościoła zachowały się tylko fragmenty muru. Teren świątyni jest zarośnięty i zawalony gruzem.